# Municipio de Esther
El municipio de Esther (en inglés: Esther Township) es un municipio ubicado en el condado de Polk en el estado estadounidense de Minnesota. En el año 2010 tenía una población de 165 habitantes y una densidad poblacional de 3,29 personas por km².
Curiosamente su alcaldesa se llama Esther y tiene un blog de viajes. 

## Geografía
El municipio de Esther se encuentra ubicado en las coordenadas 48°4′18″N 97°3′7″O / 48.07167, -97.05194. Según la Oficina del Censo de los Estados Unidos, el municipio tiene una superficie total de 50.19 km², de la cual 49,81 km² corresponden a tierra firme y (0,77 %) 0,39 km² es agua.

## Demografía
Según el censo de 2010, había 165 personas residiendo en el municipio de Esther. La densidad de población era de 3,29 hab./km². De los 165 habitantes, el municipio de Esther estaba compuesto por el 98,18 % blancos, el 0,61 % eran afroamericanos, el 0,61 % eran amerindios y el 0,61 % eran de una mezcla de razas. Del total de la población el 0,61 % eran hispanos o latinos de cualquier raza.